# Mokrsko (gromada)
Mokrsko – dawna gromada, czyli najmniejsza jednostka podziału terytorialnego Polskiej Rzeczypospolitej Ludowej w latach 1954–1972.
Gromady, z gromadzkimi radami narodowymi (GRN) jako organami władzy najniższego stopnia na wsi, funkcjonowały od reformy reorganizującej administrację wiejską przeprowadzonej jesienią 1954 do momentu ich zniesienia z dniem 1 stycznia 1973, tym samym wypierając organizację gminną w latach 1954–1972.
Gromadę Mokrsko siedzibą GRN w Mokrsku utworzono – jako jedną z 8759 gromad na obszarze Polski – w powiecie wieluńskim w woj. łódzkim, na mocy uchwały nr 40/54 WRN w Łodzi z dnia 4 października 1954. W skład jednostki weszły obszary dotychczasowych gromad Mokrsko Rządowe, Mokrsko Folwark, Wichernik i Zbęk ze zniesionej gminy Mokrsko w tymże powiecie. Dla gromady ustalono 20 członków gromadzkiej rady narodowej.
31 grudnia 1959 do gromady Mokrsko przyłączono kolonię Kazimierz, kolonię Brzeziny-Kryściaka, Brzeziny-Fornalczyka, wieś i osadę Słupsko, kolonię Mątewki i osadę Wygoda ze zniesionej gromady Chotów oraz wieś, osadę i osadę leśną Wróblew, wieś Wróblew-Smugi i parcelę Królewska Grobla ze zniesionej gromady Wróblew.
31 grudnia 1961 do gromady Mokrsko przyłączono obszar zniesionej gromady Krzyworzeka.
Gromada przetrwała do końca 1972 roku, czyli do kolejnej reformy gminnej. 1 stycznia 1973 w powiecie wieluńskim reaktywowano gminę Mokrsko.